# Bad Country
Pour plus de détails, voir Fiche technique et Distribution.
Bad Country (ou anciennement titré Whiskey Bay) est un film américain réalisé par Chris Brinker (en), sorti en 2014. Le développement de la postproduction du film est au ralenti à la suite du décès du réalisateur en février 2013.

## Synopsis
Inspiré de faits réels, Bad Country est un drame criminel prenant place en Louisiane où, à force d'enquêtes, le détective Bud Carter arrête le tueur à gages Jesse Weiland, membre principal du groupe Aryan Brotherhood (Fraternité Aryenne). Une fois en prison, ce dernier devient une taupe à la solde de Carter, jusqu'à ce que le FBI s'en mêle. Lutin Adams, le chef du syndicat du crime pour lequel travaillait Weiland, soudoie hommes d'état et de justice pour finalement découvrir que ce dernier n'est autre que la taupe.

## Fiche technique
- Titre original et français : Bad Country (anciennement titré Whiskey Bay)
- Réalisation : Chris Brinker (en), Kevin Chapman
- Scénario : Jonathan Hirschbein, Don Bud Connor, Tom Abernathy, Mike Barnett
- Décors : Tom Lisowski
- Direction artistique :
- Costumes : Mary E. McLeod
- Photographie : Zoran Popovic
- Montage : Michael J. Duthie et Howard E. Smith
- Musique : Jeff Danna et John Fee
- Production : Chris Brinker, Kevin Chapman, Jim Crabbe, Scott Einbinder, Nancy Green-Keyes et Matthew Rhodes ; Mike Quintana (coproduction) ; Tom Abernathy, Michael J. Duthie et Steve Riley (associés)
  - Production exécutive : Mike Barnett, Mike Brinker, Justin Bursch, Don Carmody, Don Bud Connor, Cole Hauser, David Krintzman, Jonah Loop, Patrick Newall, Jeff Steen et Don Yesso
- Sociétés de production : CB Productions, ANA Media, Mandalay Vision et Wilmor Entertainment
- Sociétés de distribution : Universal Sony Pictures Home Entertainment
- Pays d'origine :  États-Unis
- Langue originale : anglais
- Format : couleur - 35 mm - 2,35:1 - son Dolby Digital
- Genre : Film d'action, Thriller
- Durée : 95 minutes
- Dates de sortie : 
  -  France : inédit en salles, sorti directement en DVD et Blu-ray le 10 mars 2014[2]
  -  États-Unis : 29 avril 2014[3] (direct-to-video)

 Sauf indication contraire, les informations mentionnées dans cette section peuvent être confirmées par la base de données cinématographiques IMDb,  présente dans la section « Liens externes ».

## Distribution
- Amy Smart (VF : Laura Blanc) : Lynn Weiland
- Matt Dillon (VF : Maurice Decoster) : Jesse Weiland
- Willem Dafoe (VF : Stefan Godin) : Bud Carter
- Neal McDonough (VF : Bruno Dubernat) : Kiersey
- Tom Berenger (VF : Vincent Grass) : Lutin
- Kevin Chapman (VF : Jérôme Rebbot) : Morris
- Chris Marquette (VF : Donald Reignoux) : Fitch
- Don Yesso (VF : Philippe Catoire) : le capitaine Mike Bannock
- Bill Duke  : Nokes
- Christopher Denham (VF : Arnaud Laurent) : Tommy Weiland
- Alex Solowitz (en) (VF : Sam Salhi) : Buzz McKinnon
- Frederick Weller (en)  : Shepherd
- Ritchie Montgomery (VF : Marc Bretonnière) : Nady Grace
- Dane Rhodes (VF : Jean-François Aupied) : Billings
- Lazarus Jackson (VF : Mathieu Buscatto) : Watkins
- Frederick Weller (en) (VF : Laurent Larcher) : Shepherd
- J. D. Evermore  : Murphy, le capitaine de la garde

Source et légende : Version française (VF) sur RS Doublage et selon le carton du doublage français sur le DVD zone 2.